# Berkeley Barb
Le Berkeley Barb est un hebdomadaire publié à Berkeley (Californie) d'août 1965 à 1980, l'un des principaux titres de la presse underground des années 1960 et 1970.